# Shawne Merriman
Shawne DeAndre Merriman (Washington, 25 maggio 1984) è un ex giocatore di football americano statunitense che ha giocato nel ruolo di outside linebacker nella National Football League (NFL).

## Carriera professionistica
Merrimen fu scelto nel Draft NFL del 2005 dai San Diego Chargers come 12ª scelta assoluta. Nella sua prima stagione da professionista vinse il premio di miglior rookie difensivo dell'anno.
Il 2 novembre 2010, i Chargers svincolarono Merriman. I Buffalo Bills ne acquisirono le prestazioni il 3 novembre 2010 ma lo svincolarono dopo una sola stagione il 20 agosto 2012.
Il 15 ottobre il giocatore tornò a giocare con Buffalo e nel Thursday Night della settimana 11 mise a segno il suo primo sack stagionale su Ryan Tannehill dei Miami Dolphins.
Il 15 marzo 2013, Merriman annunciò il suo ritiro.

## Palmarès
- (3) Pro Bowl (2005, 2006, 2007)
- (3) All-Pro (2005, 2006, 2007)
- Miglior difensore rookie dell'anno (2005)
- Leader della NFL in sack (2006)
- PFWA All-Rookie Team - 2005
- San Diego Chargers 50th Anniversary Team

## Statistiche
| Partite totali             | 75   |
| Partite totali da titolare | 59   |
| Tackle totali              | 257  |
| Sack                       | 45,5 |
| Intercetti                 | 1    |
| Fumble forzati             | 8    |